# دانيال مكلاي
دانيال مكلاي (بالإنجليزية: Daniel McLay)‏ (و. 1992  م) هو راكب دراجة هوائية بريطاني، ولد في ويلينغتون، شارك في سباق طواف فرنسا 2017.

## سباقات أو مراحل فاز بها
| التاريخ        | السباق                                   | المركز                                           |
| -------------- | ---------------------------------------- | ------------------------------------------------ |
| 11 أبريل 2010  | Paris-Roubaix Juniors 2010               |                                                  |
| 01 يناير 2012  | 2012 Kernen Omloop Echt-Susteren         |                                                  |
| 01 يناير 2013  | دوربينوكلوب روكفين 2013                  |                                                  |
| 01 يناير 2014  | دوربينوكلوب روكفين 2014                  |                                                  |
| 31 مايو 2015   | 2015 Velothon Berlin                     | الثامن في التصنيف العام                          |
| 08 أكتوبر 2015 | باريس بورج 2015                          | السابع في التصنيف العام                          |
| 01 يناير 2016  | كأس فرنسا لركوب الدراجات على الطريق 2016 | العاشر في تصنيف النقاط، الرابع في تصنيف أفضل شاب |
| 06 أبريل 2016  | شيلدبرايش 2016                           | العاشر في التصنيف العام                          |
| 14 أبريل 2016  | جائزة دينين الكبرى 2016                  | الفائز في التصنيف العام                          |
| 22 مايو 2016   | Grand Prix de la Somme 2016              | الفائز في التصنيف العام                          |
| 29 مايو 2016   | طواف بلجيكا 2016                         | الثاني في تصنيف النقاط                           |
| 29 يناير 2017  | تروفيو بالما 2017                        | الفائز في التصنيف العام                          |
| 01 أكتوبر 2017 | سباق يوروميتروبول 2017                   | الفائز في التصنيف العام                          |

## روابط خارجية
- دانيال مكلاي على موقع الاتحاد الدولي للدراجات (الإنجليزية)
- دانيال مكلاي على موقع أرشيف الدراجات (الإنجليزية)
- دانيال مكلاي على موقع إحصائيات الدراجات الإحترافية (الإنجليزية)
- دانيال مكلاي على موقع نسبة الدراجات (الإنجليزية)
- دانيال مكلاي على موقع CycleBase (الإنجليزية)